# 八五四农场
八五四农场是一个位于中华人民共和国黑龙江省鸡西市虎林市的农场，亦是黑龙江省农垦牡丹江管理局所属的一个农场。
八五四农场以中国人民解放军铁道兵8504部队代号命名。1956年5月，八五〇农场派出部分人员，在迎门顶子成立铁道兵八五〇四农场，同年8月改为八五四农场。1968年6月，组建黑龙江生产建设兵团，将八五四农场编为第四师第三十三团。1976年2月，撤销生产建设兵团，恢复农场体制，改为迎春农场。1979年5月，恢复八五四农场名称。地处三江平原七虎林河北岸，完达山南麓。总面积1127平方公里，总人口1.9万人。

## 行政区划
八五四农场下辖以下单位：
八五四场直社区、八五四农场第一管理区、八五四农场第二管理区、八五四农场第三管理区、八五四农场第四管理区、八五四农场第五管理区、八五四农场第六管理区、八五四农场第七管理区、八五四农场第八管理区、八五四农场第九管理区、八五四农场第十管理区、八五四农场第十一管理区和八五四农场第十二管理区。